# Mammillaria carnea

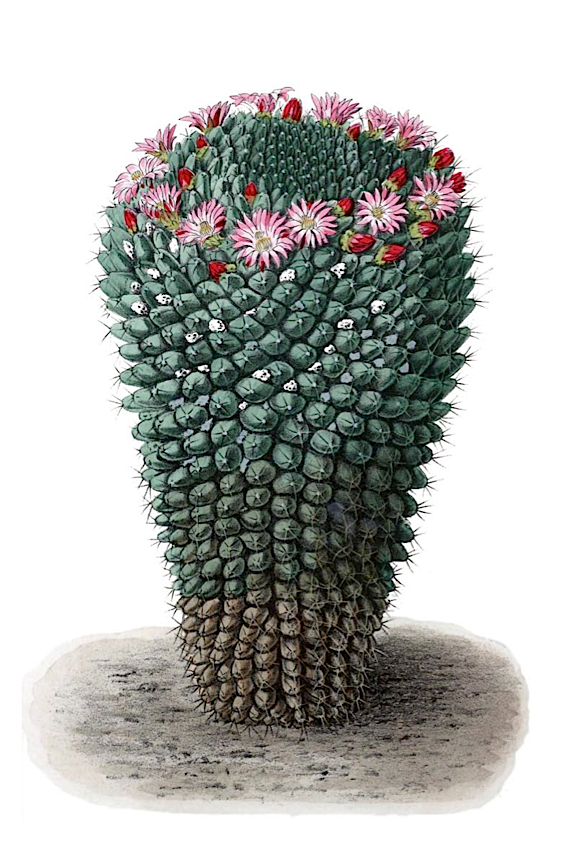
Mammillaria carnea auf der Tafel 60 von 1905 aus Blühende Kakteen

Mammillaria carnea ist eine Pflanzenart aus der Gattung Mammillaria in der Familie der Kakteengewächse (Cactaceae). Das Artepitheton carnea bedeutet ‚fleischfarben‘.

## Beschreibung
Mammillaria carnea wächst zunächst einzeln im Alter sprossend.  Die kugeligen bis zylindrischen Pflanzenkörper werden bis zu 20 Zentimeter hoch und 8 bis 12 Zentimeter im Durchmesser groß. Die festen, pyramidalen und deutlich kantigen Warzen haben Milchsaft. Die 4 rosabraun gefärbten Mitteldornen haben eine schwarze Spitze. Sie sind steif, gerade oder gebogen und 0,8 bis 2 Zentimeter lang. Die Randdornen fehlen vollständig oder sind nur als Borsten vorhanden.
Die trichterigen hell-rosa farbenen Blüten sind 1,5 bis 2 Zentimeter lang und 1,2 bis 1,5 Zentimeter im Durchmesser groß. Die roten Früchte enthalten braune Samen.

## Verbreitung, Systematik und Gefährdung
Mammillaria carnea ist in den  mexikanischen Bundesstaaten Guerrero, Puebla und Oaxaca verbreitet.
Die Erstbeschreibung erfolgte 1837 durch Ludwig Georg Karl Pfeiffer. Nomenklatorische Synonyme sind Mammillaria villifera var. carnea (Zucc. ex Pfeiff.) Salm-Dyck (1850), Cactus carneus (Zucc. ex Pfeiff.) Kuntze (1891) und Neomammillaria carnea (Zucc. ex Pfeiff.) Britton & Rose (1923).
In der Roten Liste gefährdeter Arten der IUCN wird die Art als „Least Concern (LC)“, d. h. als nicht gefährdet geführt.

## Nachweise